# Весна Ћоровић Бутрић
Весна Ћоровић Бутрић (Београд, 29. мај 1958) српска је списатељица за децу.

## Биографија
Весна Ћоровић Бутрић рођена је у Земуну 29. маја 1958. године, где је завршила основну школу и Земунску гимназију. Филолошки факултет у Београду уписала је 1977. године. Диплому професора југословенских књижевности и српскохрватског језика стекла је 1981.
Године 1983. почела је да ради у Радио Београду и већ 1984. почиње да учествује у емисији „Поштована децо“. На Телевизију Београд, у Образовни програм, из радија је прешла 1993. Непуних десет година је радила емисију „Триптих”. У Радио Београд се вратила на место одговорног уредника редакције, 2003. Ту је почела, ту је и данас. Добитница је Награде „Змајев штап“ 2004. – писац, домаћин Змајевих дечјих игара.

## Награде
- Невен за роман Улица на љуљашки
- Сигридруг за монодраму Бићу сновослагач
- Раде Обреновић за роман Оставити код Руже [1]

## Дела
- Џепно пиле (1989)
- Шта је унутра (1995)
- Улица на љуљашки (1999)
- Бићу сновослагач (2001)
- Оставити код Руже (2003)
- Измислица (2017)
- Бонго. Или: Дружина ретких кућних љубимаца (2019)
- Унатрашке
- Бићу сновослагач (2001)